# Acasta umitosaka
Acasta umitosaka is een zeepokkensoort uit de familie van de Balanidae.